# كريس سيلفا
كريس سيلفا (بالفرنسية: Chris Silva)‏ (مواليد 19 سبتمبر 1996) هو لاعب كرة سلة غابوني يلعب في مركز لاعب هجوم قوي الجسم في نادي ميامي هيت.

## روابط خارجية
- كريس سيلفا على موقع إن بي أي (الإنجليزية)
- كريس سيلفا على موقع سبورتس رفرنس (الإنجليزية)
- كريس سيلفا على موقع كرة السلة الأوروبية.كوم (الإنجليزية)
- كريس سيلفا على موقع إي إس بي إن.كوم (الإنجليزية)
- كريس سيلفا على موقع كلية كرة السلة في سبورتس رفرنس.كوم (الإنجليزية)
- كريس سيلفا على موقع ريلجم (الإنجليزية)
- كريس سيلفا على موقع بروبوليرز (الإنجليزية)
- كريس سيلفا على موقع سبورتس رفرنس (الإنجليزية)
- كريس سيلفا على موقع سبورتس رفرنس (الإنجليزية)